# Sila Nečista
Sila Nečista  je glazbeni sastav iz Solina. 
Osnovani 2013. godine, prvi i za sada jedini album pod nazivom "Volim da se sportski oblačim" izdaju 2016. za Croatia Records
Kombiniranjem "pirskog punk-a", "estradnog heavy metala" i "duševnog disca" stvorili su stil koji Saša Antić iz TBF-a nazvao "Pastirskim power rockom"

## Diskografija
Studijski albumi
- Volim da se sportski oblačim (2016.)

## Vanjske poveznice
- - Službeni Facebook grupe
- - Službeni Youtube kanal grupe